# Stejera, Maramureș
Stejera este un sat în comuna Mireșu Mare din județul Maramureș, Transilvania, România.

## Istoric
Prima atestare documentară: 1733 (Stejzere). 

## Etimologie
Etimologia numelui localității: dintr-un nume topic de forma (La) Stejari, cf. stejar + suf. -iș (-et) > stejăriș, stejăret, de unde Stejări sau Stăjeri + suf. top. -a > (dial.) Stejăra, Stăjera = Stejera. 

## Demografie
La recensământul din 2011, populația era de 44 locuitori. 

## Monumente istorice
- Biserica de lemn „Cuvioasa Paraschiva”

## Galerie de imagini

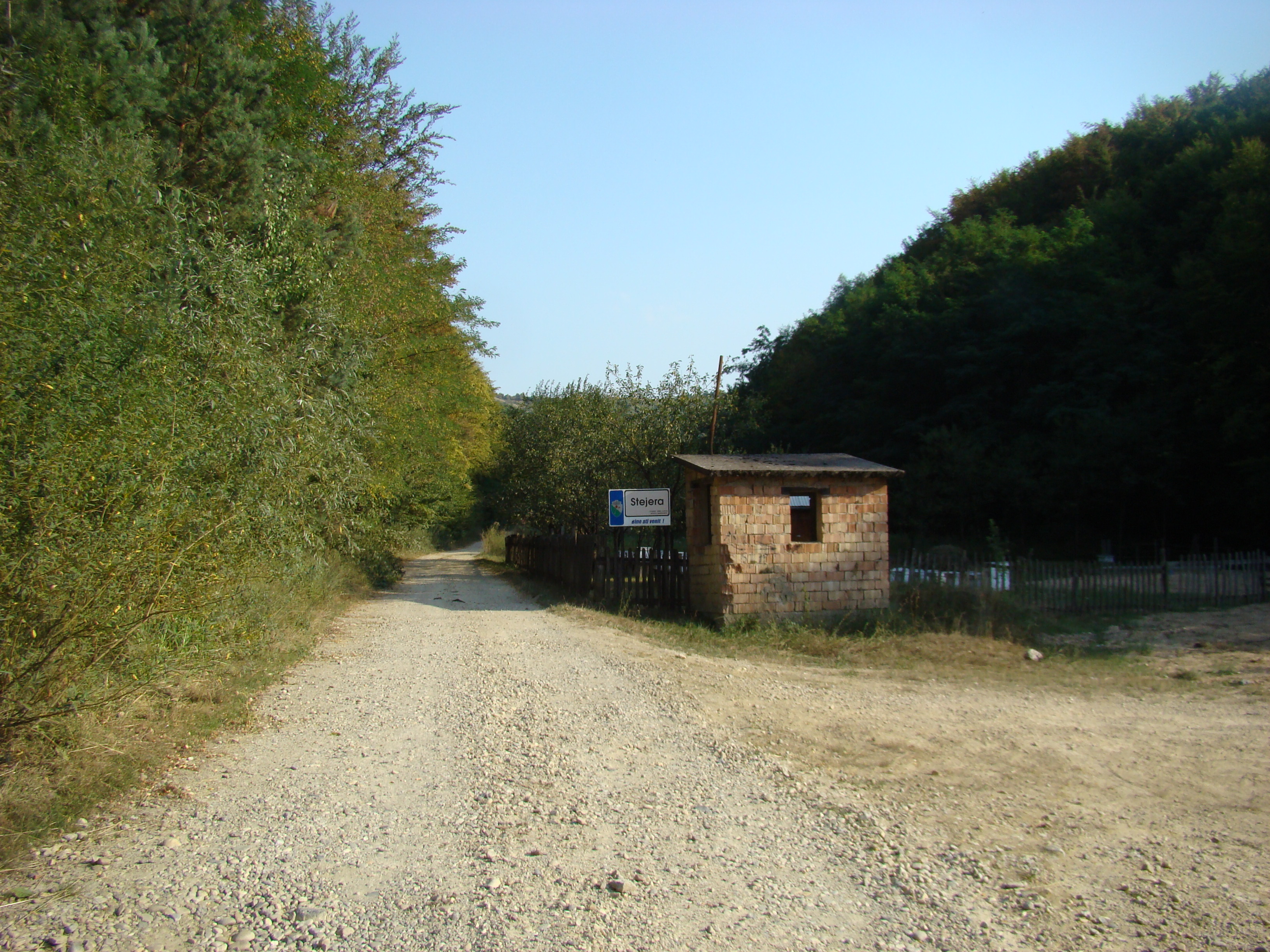
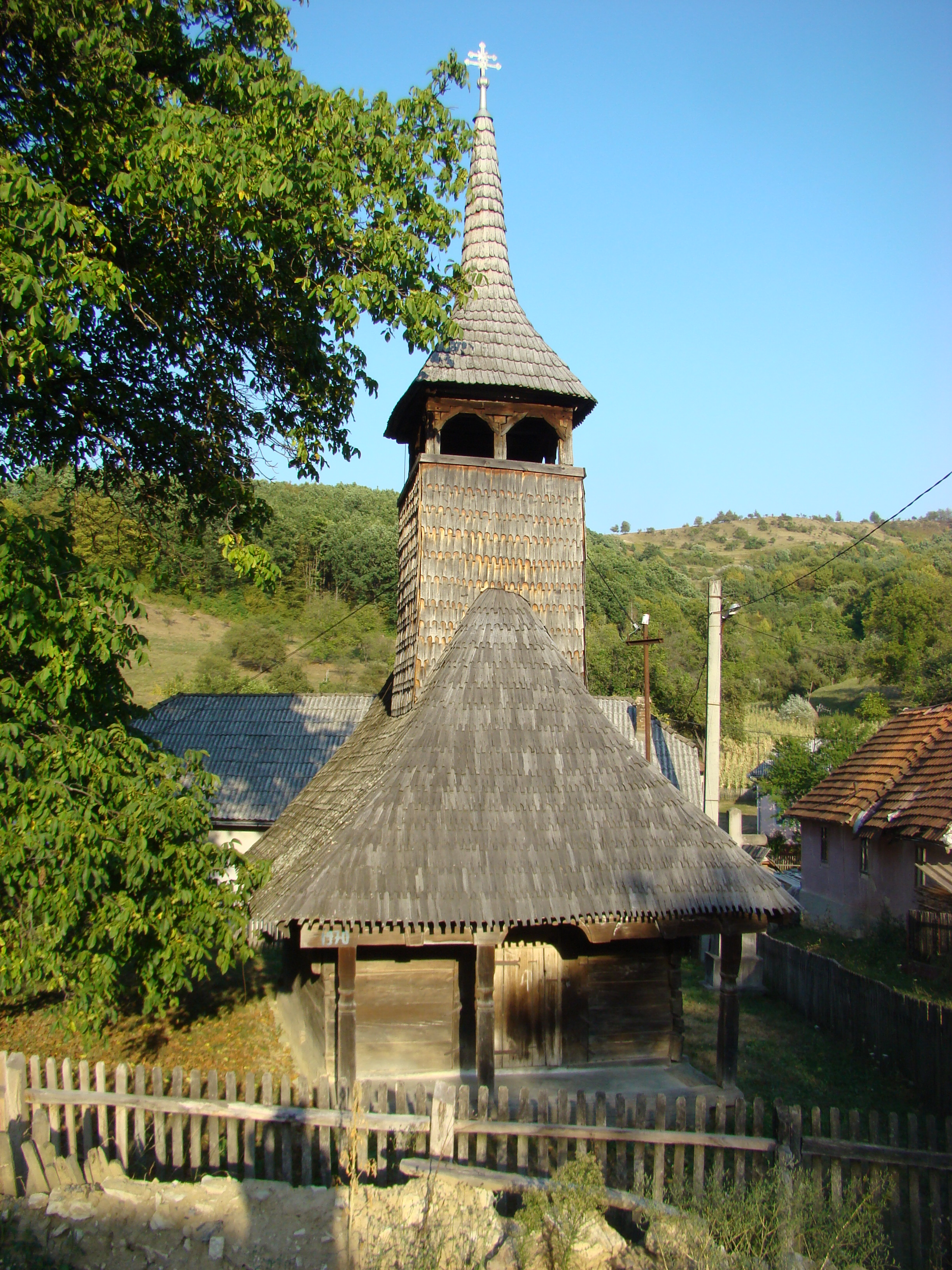
Biserica de lemn „Cuvioasa Paraschiva”
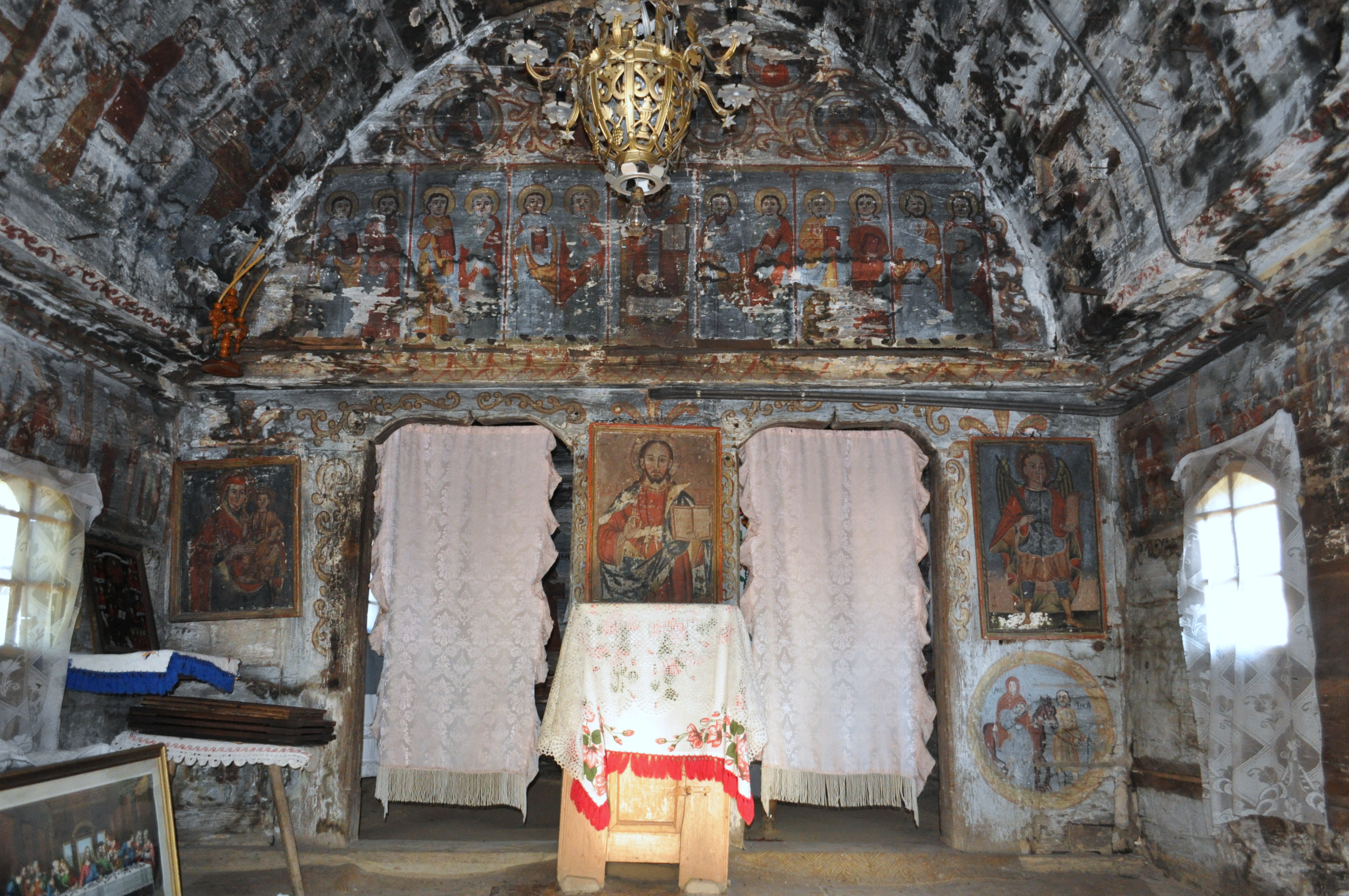
Biserica de lemn „Cuvioasa Paraschiva” (interior)
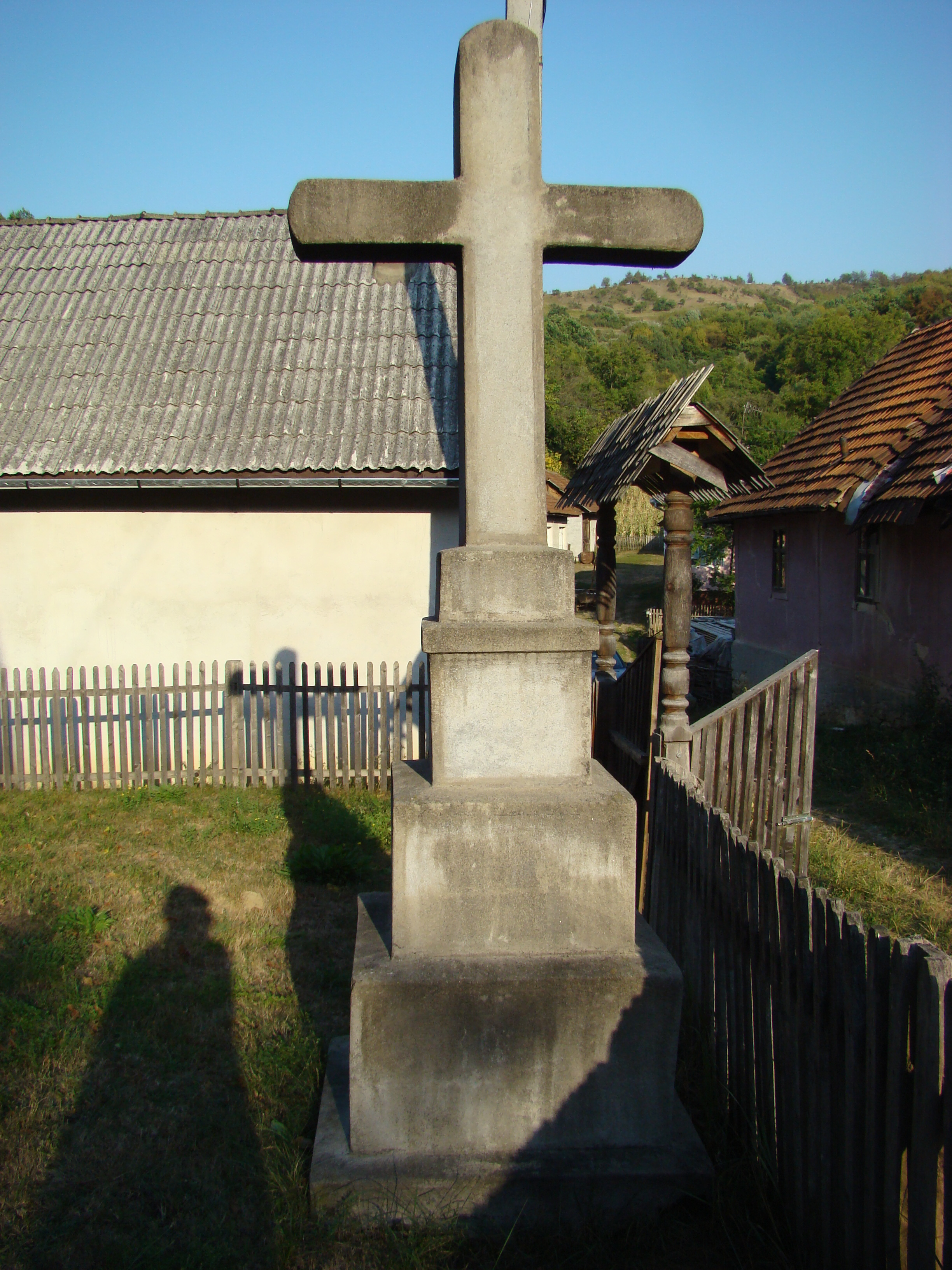
Monumentul Eroilor
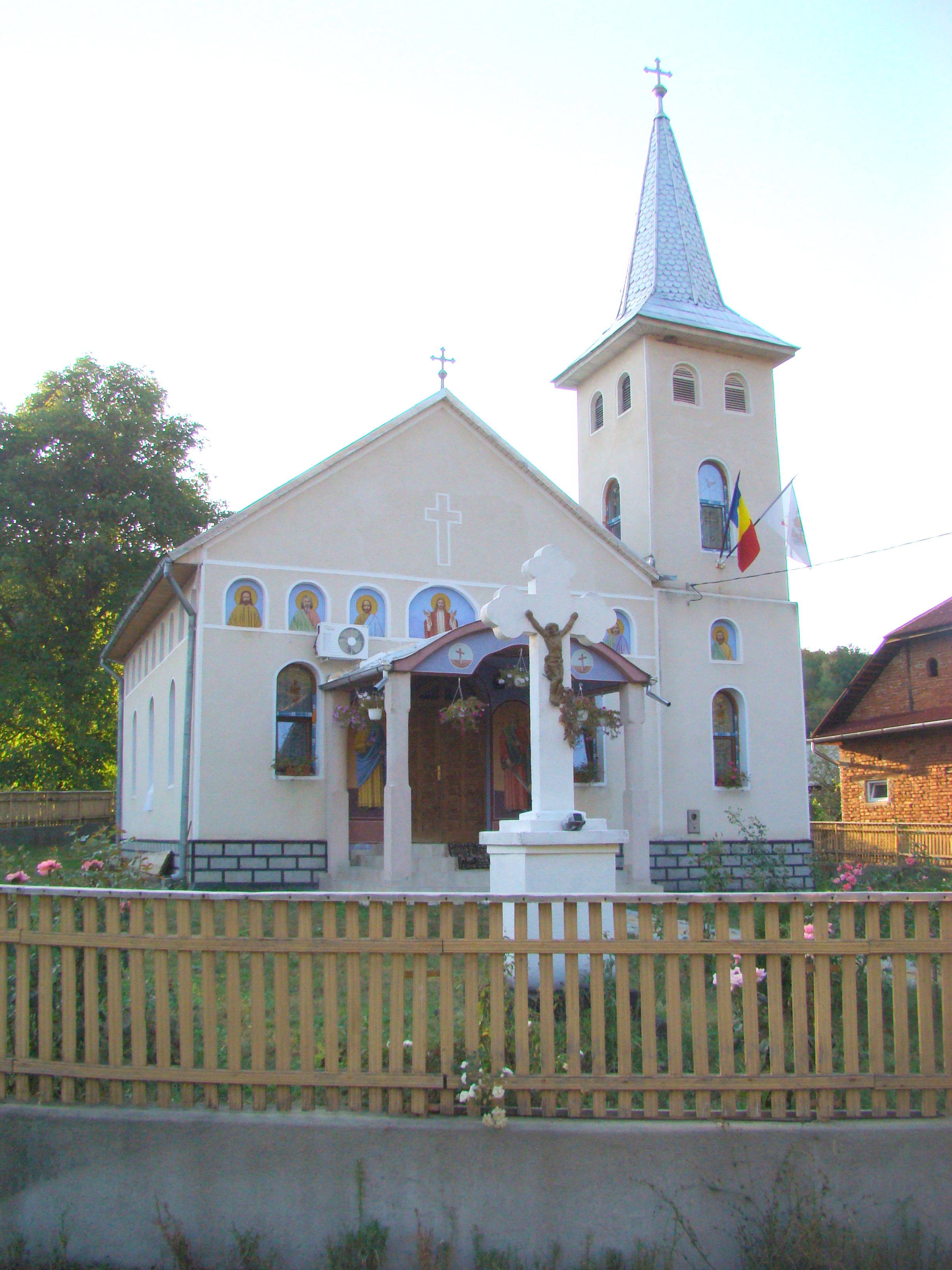
Biserica de zid cu hramul „Sfântul Mare Mucenic Gheorghe”
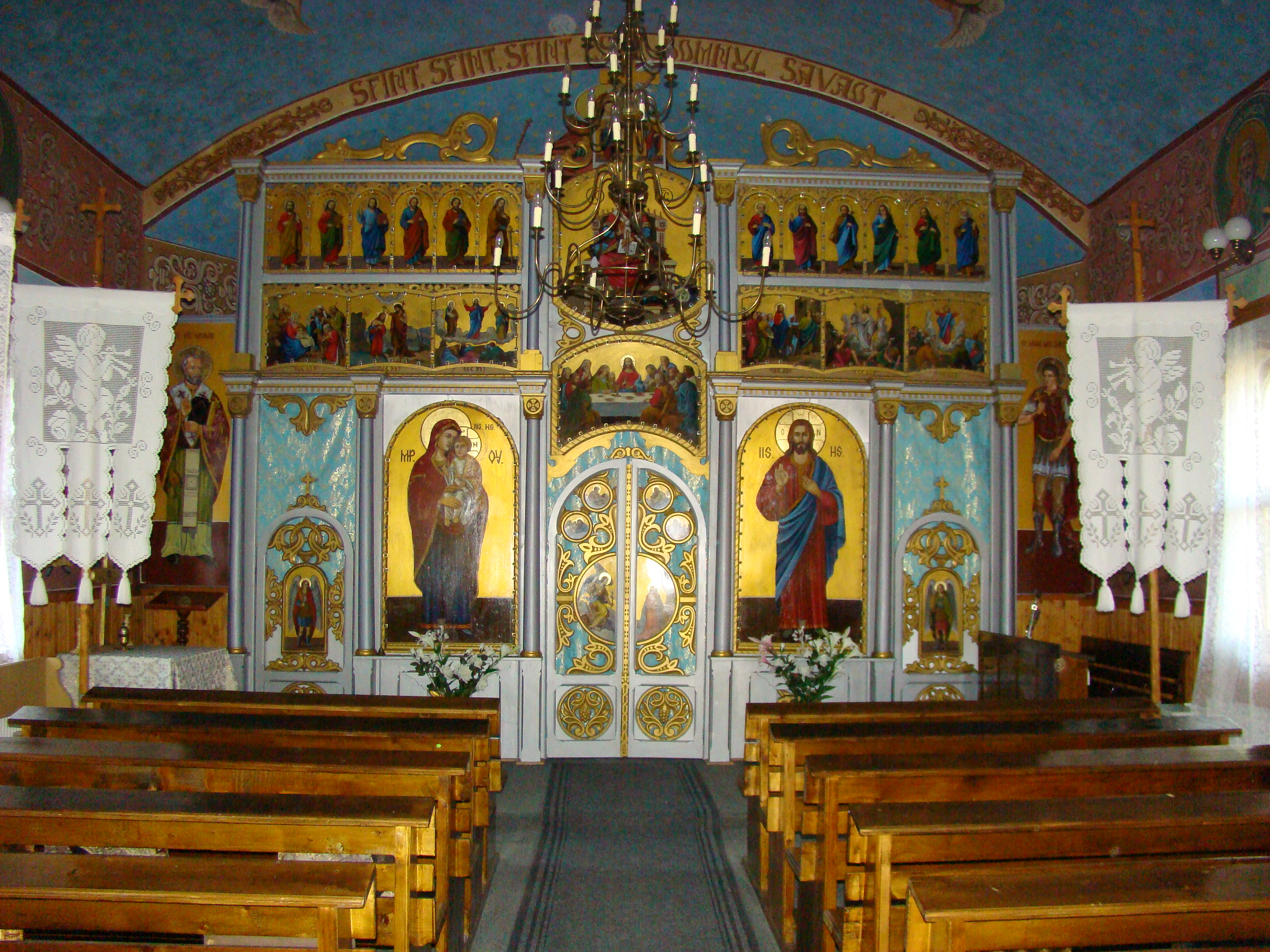
Biserica de zid cu hramul „Sfântul Mare Mucenic Gheorghe” (interior)
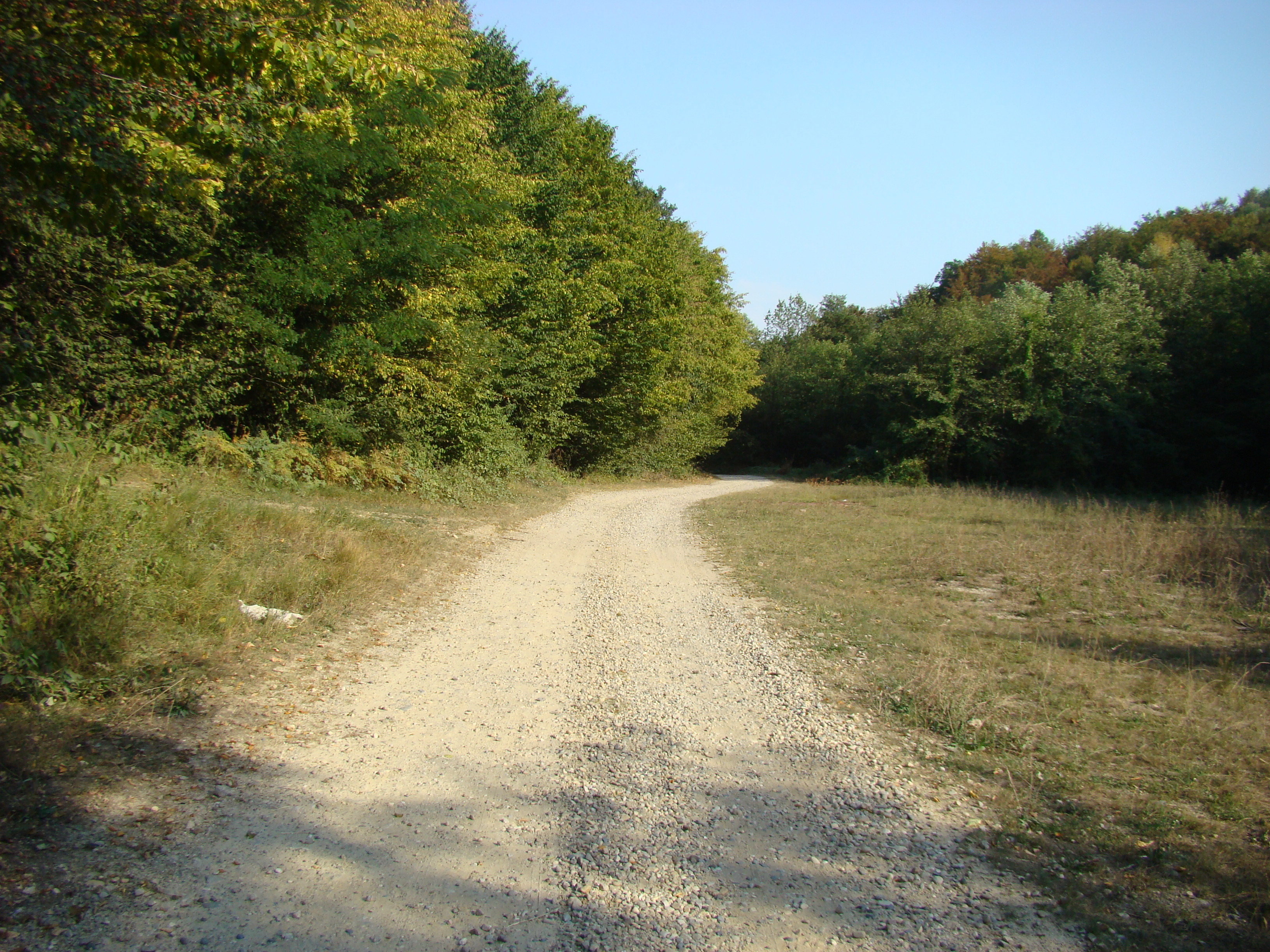
Drumul Iadăra-Stejera